# رمزنگاری پلی‌فیر

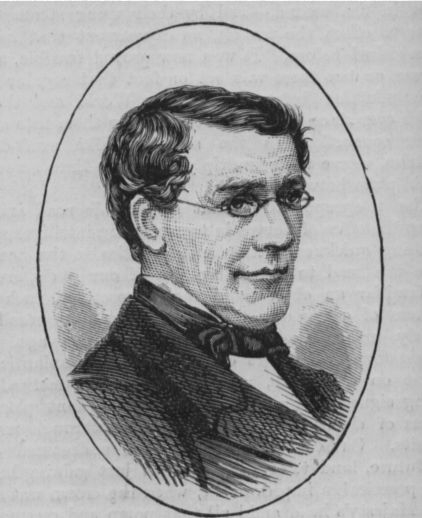
سیستم Playfair توسط چارلز وایت استون که اولین بار در سال 1854 توصیف کرد ، اختراع شد.

رمزنگاری پلیفیر یا مربع پلیفیر یا رمزنگاری پلیفیر ویت استون یک روش رمزنگاری متقارن است و اولین رمزنگاری جانشینی دیاگرام بوده و طرح آن اولین بار در سال 1854 توسط چارلز ویت‌استون اختراع شده است. ولی به دلیل ارتقای آن توسط لرد پلیفیر، نام پلیفیر به آن گفته می‌شود.  
این روش جفت حروف (دیاگرام یا بیگرام) را به جای حروف در رمزنگاری جانشینی و نه سیستم‌های رمزنگاری ویژنر رمزنگاری می‌کند. شکستن رمز پلیفیر سخت‌تر است زیرا تحلیل فرکانسی که برای رمزهای جانشینی ساده به کار می‌رود، در آن کارایی ندارد. می‌توان بیگرام‌ها را به صورت فرکانسی تحلیل کرد، ولی خیلی سخت‌تر است. با 600 بیگرام احتمالی به جای 26 مونوگرام احتمالی (تک علامت‌ها، در این حوزه معمولا همان حروف الفبا است) به متن رمز بزرگتری نیاز است.  

## تاریخچه

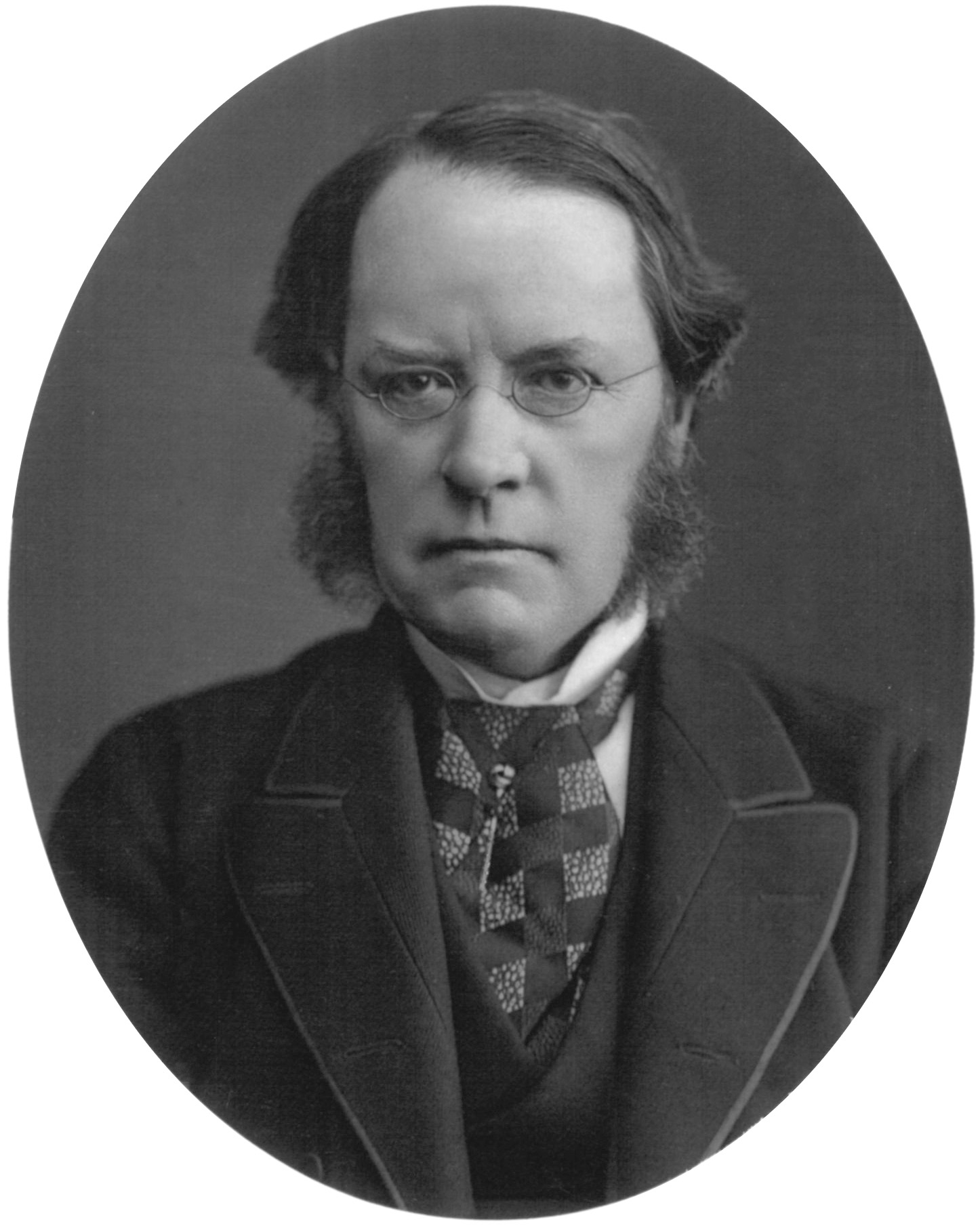
لرد پلیفر ، کسی به شدت استفاده از آن را تبلیغ کرد.

رمز پلیفیر اولین رمز برای رمزنگاری جفت حروف در تاریخچه‌ي رمزنگاری است. ویت‌استون رمز را برای پنهان‌کاری در حروف تلگراف اختراع کرد ولی نام رفیقش، لرد پلیفیر، به آن گفته می‌شود. اولین بار، بارون پلیفیر در سنت اندروز که کاربرد آن را ارتقا بخشید. اولین نسخه‌ي رمز پلیفیر در سندی توسط ویت‌استون در 26 مارس 1854 ثبت شد.  
ابتدا دفتر امور خارجه‌ي بریتانیا از استفاده از آن سر باز زد زیرا از نظر آن‌ها دشواری و پیچیدگی زیادی داشت. ویت استون عنوان کرد که سه نفر در هر 4 نفر در یک مدرسه می‌توانند استفاده از آن را در 15 دقیقه بیاموزند، ولی پاسخ وزارت امور خارجه چنین بود: «این خیلی محتمل است، ولی هیچگاه نمی‌توانید این را به پیوست‌ها بیاموزید».
ولی این روش بعدها برای اهداف توسط نیروهای بریتانیا در جنگ بور دوم و در جنگ جهانی اول به کار رفت و نیروهای بریتانیا و استرالیا در جریان جنگ جهانی دوم از آن استفاده کردند زیرا پلیفیر سرعت بالایی داشت و به هیچ تجهیزات خاصی نیاز نداشت، تنها به یک خودکار و چند کاغذ نیاز داشت. یک سناریوی معمول برای پلیفیر استفاده برای محافظت از رازهای مهم ولی غیرحیاتی در جریان مبارزه‌ي واقعی بود، مثلا این واقعیت که شلیک توپخانه‌ای تا 30 دقیقه‌ي دیگر آغاز می‌شود تا پیشروی سربازان به هدف بعدی را پوشش دهد. وقتی متخصصین رمزنگاری دشمن بتوانند این پیام‌ها را چند ساعت بعد رمزگشایی کنند، این اطلاعات دیگر برای آن‌ها فایده‌ای ندارد، زیرا دیگر مرتبط نیست.  
در طول جنگ جهانی دوم، دولت نیوزیلند برای ارتباطات خود بین نیوزیلند و جزایر چانتام و گارد ساحلی در جزایر اقیانوس آرام از این روش استفاده کردند.

## جایگزین‌ها
پلیفیر به دلیل ظهور دستگاه‌های رمزنگاری دیجیتالی دیگر توسط نیروهای نظامی به کار نمی‌رود. این رمزنگاری اکنون برای هر منظوری غیرامن در نظر گرفته می‌شود، زیرا کامپیوترهای مدرن می‌توانند به راحتی در عرض چند ثانیه رمز آن را بشکنند.  
اولین راهکار منتشرشده برای رمزنگاری پلیفیر در یک رساله‌ي 19 صفحه‌ای و توسط جوزف او. موبرون در سال 1914 منتشر شده است.

## توصیف
رمز پلیفیر از یک جدول 5 در 5 استفاده می‌کند که شامل عبارت یا واژه کلید است. به خاطرسپاری کلیدواژه و 4 قاعده کل چیزی است که برای ایجاد یک جدول 5 در 5 و استفاده از رمز لازم است.  
برای تولید جدول کلید، می‌توان اول فضاهای جدول را با حروف کلیدواژه پر کرد و سپس فضاهای باقیمانده را با حرف‌های دیگر الفبا به ترتیب (معمولا با حذف «J» یا «Q» برای کاهش حرف الفبا به منظور جا شدن در 26 حروف الفبا در جدول) پر کرد. کلید می‌تواند در ردیف‌های بالای جدول از چپ به راست یا در الگوهای دیگر مانند شروع مارپیچی از گوشه‌ي بالا چپ و پایان در مرکز نوشته شود کلیدواژه به همراه قراردادها برای پرکردن جدول 5 در 5 کلید رمز را تشکیل می‌دهند.  
برای رمزنگاری یک پیام، می‌توان پیام را به دیاگرام (گروه‌های دو حرفی) تقسیم کرد به طوری که مثلا «Hello World» به « HE LL OW OR LD» تبدیل می‌شود. این دیاگرام‌ها با استفاده از جدول کلید جایگزین می‌شوند. چون رمزنگاری از جفت حروف استفاده می‌کند، به پیام‌هایی با تعداد حرف فرد معمولا یک حرف غیر رایج مانند «X» اضافه میشوند تا دیاگرام نهایی را کامل کنند. دو حرف از دیاگرام در گوشه‌های مقابل هم در یک مستطیل در جدول کلید قرار می‌گیرند. برای انجام جانشینی، قاعده‌های زیر را بر حروف در یک متن ساده اعمال کنید:  
1. اگر هر دو حرف شبیه هم بودند (یا تنها یک حرف باقی مانده)، یک X را پس از حرف اول اضافه کنید. جفت جدید را رمزگذاری کرده و ادامه دهید. بعضی از انواع پلیفیر از «Q» به جای «X» استفاده میکنند.
2. اگر حروف در همان ردیف جدول شما ظاهر می شوند ، به ترتیب آنها را با حروف سمت راست خود جایگزین کنید (اگر حروف اصلی در سمت راست ردیف قرار داشت ، از حرف سمت چپ ردیف استفاده کنید).
3. اگر حروف در همان ستون جدول شما ظاهر می شوند ، به ترتیب  آنها را با حروف زیر خود جایگزین کنید (اگر به حروف اصلی در قسمت پایین ستون قرار داشت ،از حرف بالای ستون استفاده کنید).
4. اگر حروف در یک ردیف یا ستون نیستند ، حرف اول را با حرفی که در سطر حرف اول و ستون حرف دوم است جایگزین میکنیم. حرف دوم را با حرفی که در سطر حرف دوم و ستون حرف اول است جایگزین میکنیم.

برای رمزگشایی، از برعکس سه قاعده‌ي آخر استفاده کنید و از قاعده‌ي اول بدون تغییر آن استفاده کنید («X» و «Q» های اضافی را حذف کنید به دلیل اینکه وقتی پیام کامل شد هیچ معنی خاصی ندارند).  
چندین نوع جزیی دیگر از رمز پلیفیر اصلی وجود دارد.

## مثال
با استفاده از "playfair exmaple" به عنوان کلید (با فرض اینکه I و J قابل تعویض هستند) ، جدول به صورت زیر در می‌آید:(حروف قرمز رنگ حذف میشوند): 
```
P L A Y F
I R E X M
B C D G H
K N O Q S
T U V W Z
```

رپیام "Hide the gold in the tree stump" را رمزنگاری میکنیم (توجه داشته باشید حرف "X" که برای جدا کردن تکرار "E" در کلمه "tree" استفاده می شود): 
```
 HI DE TH EG OL DI NT HE TR EX ES TU MP
              ^ 
```

| 1 جفت HI یک مستطیل تشکیل می دهد ، آن را با BM جایگزین کنید                          |
| 2 جفت DE در یک ستون است ، آن را با OD جایگزین کنید                                  |
| 3 جفت TH مستطیل را تشکیل می دهد ، آن را با ZB جایگزین کنید                          |
| 4 جفت EG یک مستطیل تشکیل می دهد ، آن را با XD جایگزین کنید                          |
| 5 جفت OL یک مستطیل تشکیل می دهد ، آن را با NA جایگزین کنید                          |
| 6 جفت DI مستطیل را تشکیل می دهد ، آن را با BE جایگزین کنید                          |
| 7 جفت NT مستطیل را تشکیل می دهد ، آن را با KU جایگزین کنید                          |
| 8 جفت HE مستطیل را تشکیل می دهد ، آن را با DM جایگزین کنید                          |
| 9 جفت TR مستطیل را تشکیل می دهد ، آن را با UI جایگزین کنید                          |
| 10 جفت EX (X درج شده برای تقسیم EE) در یک ردیف قرار دارد ، آن را با XM جایگزین کنید |
| 11 جفت ES مستطیل را تشکیل می دهد ، آن را با MO جایگزین کنید                         |
| 12 جفت TU در یک ردیف است ، آن را با UV تعویض کنید                                   |
| 13 MP جفت مستطیل را تشکیل می دهد ، آن را با IF جایگزین کنید                         |

```
 BM OD ZB XD NA BE KU DM UI XM MO UV IF 
```

بنابراین پیام "Hide the gold in the tree stump" "تبدیل می شود" BMODZ BXDNA BEKUD MUIXM MOUVI F ". 
فرض کنید شخصی بخواهد رمزنگاری OR را رمزگذاری کند. پنج مورد کلی وجود دارد: 
| 2) * * O * * * * B * * * * * * * * * R * * * * Y * * Hence, OR → BY |

| 3) Z * * O * * * * * * * * * * * R * * X * * * * * * Hence, OR → ZX |

| 4) * * * * * * * * * * * O R C * * * * * * * * * * * Hence, OR → RC |

|  |

## تحلیل رمز
اگر متن کافی وجود داشته باشد رمز پلیفیر مانند اغلب رمزهای کلاسیک می‌تواند به راحتی کرک شود. اگر متن ساده و متن رمز معلوم باشند، دستیابی به رمز بسیار ساده است. وقتی تنها متن رمز معلوم باشد، تحلیل رمز شامل جستجو در فضای کلید برای یافتن تعداد تطبیق بین تعداد وقوع حرف در دیاگرام و تعداد وقوع حرف در پیام اصلی است. 
تحلیل رمز در پلیفیر شبیه تحلیل رمز رمزهای 4 مربعی و دو مربعی است، هرچند سادگی نسبی سیستم پلیفیر باعث ساده‌تر شدن شناسایی رشته‌های متن ساده می‌شود. یک دیاگراف پلیفیر و معکوس آن (مانند AB و BA) به الگوی حروفی مشابه در متن ساده رمزگشایی می‌شوند (مانند RE و ER). در زبان انگلیسی، کلمات زیادی وجود دارند که شامل این دیاگراف‌های معکوس هستند مانند REceivER و DEpartED. شناسایی دیاگراف‌های معکوس نزدیک در متن رمز و تطبیق دادن آن به یک فهرست از واژه‌های شناخته شده که شامل اینطور کلمات است،راهی ساده برای تولید متن اصلی برای شروع ساخت کلید است.  
یک رویکرد متفاوت برای مقابله با رمز پلیفیر استفاده از روش shotgun hill climbing است. این با یک مربع تصادفی از حروف شروع می‌شود. تغییرات جزیی ایجاد میشوند (یعنی تغییر حروف، ردیف یا منعکس‌کردن کل مربع) تا بررسی شود که متن به وجود امده از مربع، شباهت بیشتری به متن اصلی استاندارد دارد یا خیر. اگر مربع جدید یک بهبود در نظر گرفته شود، آنگاه پذیرفته شده و سپس جهش می‌یابد(همان تغییرات جزئی ایجاد میشوند) تا یک نامزد بهتر پیدا شود. در نهایت، متن اصلی چیزی بسیار شبیه یافت می‌شود. این فراتر از شکیبایی انسان معمولی است، ولی کامپیوترها می‌توانند از این الگوریتم برای رمزگشایی رمزهای پلیفیر با یک متن نسبتا کوچک استفاده کنند.  
جنبه‌ي دیگر در پلیفیر که آن را از رمزهای دومربعی و چهارمربعی جدا می‌کند این است که هیچ وقت شامل یک دیاگرام دو حرفی مشابه مانند EE نیست. اگر دیاگرام‌های دوحرفی مشابهی در متن رمز وجود نداشته باشد و طول پیام به اندازه‌ی کافی بلند باشد تا این احتمال را از نظر آماری بامعنی کند، به احتمال زیاد روش رمزنگاری یک پلیفیر است. 
یک راهنمای خوب برای ساخت یک کلید برای یک رمز پلیفیر در فصل 7 کتاب «راهکاری در سیستم‌های جایگذاری پلی‌گرافیک» یافت می‌شود که توسط ارتش ایالات متحده تولید شده است. تحلیل رمز دیگر برای رمز پلیفیر در فصل 11 در کتاب Helen Fouché Gaines, Cryptanalysis / a study of ciphers and their solutions یافت می‌شود.
تحلیل دقیق رمز پلیفیر در فصل 28 در کتاب Dorothy L. Sayers با عنوان Have His Carcase یافت می‌شود. در این داستان، نشان داده شده که یک پیام پلیفیر از نظر گرافیک رمزی ضعیف بوده و کارگاه به راحتی می‌تواند کل کلید را با استفاده از تنها چند حدس برای تغییر فرمت پیام حل کند (در این مورد، پیام با نام یک شهر و سپس با تاریخ آغاز می‌شود). کتاب سایرس شامل یک توصیف دقیق از مکانیک رمزنگاری پلیفیر و دستورالعمل گام به گام تحلیل رمز است.  
ارتش، نیروی دریایی و پلیس آلمان از سیستم پلیفیر دوگانه به عنوان یک رمز متوسط در جنگ جهانی دوم استفاده کردند، ولی چون آن‌ها رمزها را در جنگ جهانی اول توانسته‌اند که بشکنند، از روش مربع دوم استفاده کردند که حرف دوم در هر بی‌گرام در آن انتخاب شد و در کلیدواژه توزیع شد و به صورت تصادفی جانشین حرف پیام شده است. ولی به دلیل طرفداری آلمان از پیام‌های pro forma، آن‌ها در Bletchley Park رمزگشایی شدند. چند عدد قبل از پیام‌ها اضافه شدند. چون اعداد آلمانی از 1 (eins) تا 12 (zwölf) شامل تمامی حرف در مربع‌های پلیفیر دوگانه به غیر از 8 مورد هستند، شکستن ترافیک pro forma نسبتا آسان بود. (اسمیت، صفحه‌ي 74-75).  

## کاربرد در جدول‌های مدرن
جدول‌های متقاطع رمزدار و مدرن مانند جدول لیسنر گاهاً از روش رمز‌های پلیفیر استفاده می‌کنند. معمولا بین 4 تا 6 پاسخ باید به شبکه‌ي کد وارد شود و عبارت کلید در پلیفیر برای حل نهایی مهم است.
رمز، خود را به پازل‌های جدول متقاطع وام می‌دهد، زیرا متن اصلی با حل یک مجموعه از سرنخ‌ها به دست می‌آيد، ولی متن رمزدار با حل موارد دیگر به دست می‌آید. حلگرها می‌توانند جدول کلید را با جفت‌کردن دیاگرام‌ها بسازند (گاهی اوقات امکان دارد تا کلیدواژه را حدس زد ولی هیچ وقت ضرورت ندارد).  
استفاده از رمز پلیفیر به عنوان بخشی از مقدمه‌ي جدول متقاطع توضیح داده می‌شود. این کار را برای حلگرهایی مسطح می‌کند که قبلا با رمز سروکار نداشته‌اند. ولی روش استفاده از رمز همیشه یکسان است. از الفبای 25 حرفی شامل Q و کاربرد همزمان از I و J استفاده می‌شود. جدول کلید همیشه سطر به سطر پر می‌شود.  

## در فرهنگ عامه
- رمان Have Carcase By Dorothy L. Sayers یک گزارش جالب از شکستن رمزنگاری Playfair را نشان می دهد.
- تریلر جنگ جهانی دوم The Trojan Horse توسط Hammond Innes فرمول آلیاژ جدید با استحکام بالا را با استفاده از رمزگذاری Playfair پنهان می کند.
- در فیلم National Treasure: Book of Secrets ، یک سرنخ شکار گنج به عنوان رمزگذار Playfair رمزگذاری شده است.
- در کتاب صوتی Rogue Angel : God of Thunder ، یک سرنخ رمزگذاری Playfair برای ارسال Anja Creed به ونیز استفاده می شود.

## همچنین ببینید
- مباحث مربوط به رمزنگاری

## لینک های خارجی
- رمزگذاری و رمزگشایی Playfair آنلاین با JavaScript
- عصاره برخی از یادداشت های سخنرانی در مورد رمزگذاری ها - رمزنگاری رمزنگاری: Playfair
- Playfair Cypher
- اجرای پلت فرم متقابل رمزگذاری Playfair
- پیاده سازی رمزنگاری Playfair با استفاده از جاواسکریپت

## فهرست منابع عمومی
1. ↑  حروف تکراری مجاز نیستند و حرف Q در نظر گرفته نمیشود و دو حرف I و J با هم یکی حساب میشنود. 600 = 25*24
2. ↑  «A Short History of Cryptography».
3. 1 2  «Polygraphic Ciphers» (PDF).
4. ↑  Kahn, David (1996). The Codebreakers:  The comprehensive history of secret communi cation from ancient times to the internet. Scribner. ISBN 978-0684831305.
5. ↑  «Secret Codes Through World War II» (PDF). بایگانی‌شده از اصلی (PDF) در 13 اكتبر 2017. دریافت‌شده در 14 مه 2020. تاریخ وارد شده در |archivedate= را بررسی کنید (کمک)
6. ↑  Memoirs and Correspondence of Lyon Playfair: First Lord Playfair of St. Andrews ...
7. ↑  Kahn, David (1996). The Codebreakers:  The comprehensive history of secret communi cation from ancient times to the internet. Scribner. ISBN 978-0684831305.
8. ↑  «Secret Codes Through World War II» (PDF). بایگانی‌شده از اصلی (PDF) در 13 اكتبر 2017. دریافت‌شده در 14 مه 2020. تاریخ وارد شده در |archivedate= را بررسی کنید (کمک)
9. ↑  «Chapter 8 – A History of Communications Security in New Zealand». RNZN Communicators Association (به انگلیسی). ۲۰۱۰-۱۲-۰۲. دریافت‌شده در ۲۰۲۰-۰۵-۱۴.
10. ↑  Mauborgne, Joseph Oswald, An Advanced Problem in Cryptography and Its Solution (Fort Leavenwoth, Kansas:  Army Service Schools Press, 1914).
11. ↑  (Gaines 1956)
12. 1 2  (Gaines 1956)
13. ↑  «Listener Crossword Puzzles». www.listenercrossword.com. دریافت‌شده در ۲۰۲۰-۰۵-۲۳.